# Philydor rufum
A Philydor rufum a madarak (Aves) osztályának verébalakúak (Passeriformes) rendjébe és a fazekasmadár-félék (Furnariidae) családjába tartozó faj.

## Rendszerezése
A fajt Louis Pierre Vieillot francia ornitológus írta le 1818-ban, a Dendrocopus nembe Dendrocopus rufus néven. Jelenlegi besorolása vitatott, egyes szervezetek az Ancistrops nembe sorolják Ancistrops rufus néven.

## Alfajai
- Philydor rufum bolivianum Berlepsch, 1907
- Philydor rufum chapadense Zimmer, 1935
- Philydor rufum columbianum Cabanis & Heine, 1859
- Philydor rufum cuchiverus Phelps & W. H. Phelps Jr, 1949
- Philydor rufum panerythrum P. L. Sclater, 1862
- Philydor rufum riveti Menegaux & Hellmayr, 1906
- Philydor rufum rufum (Vieillot, 1818)[1]

## Előfordulása
Costa Rica, Panama, Argentína, Bolívia, Brazília, Kolumbia, Ecuador,  Paraguay, Peru és Venezuela területén honos. A természetes élőhelye a szubtrópusi vagy trópusi síkvidéki- és hegyi esőerdők, folyók és patakok környéke.

## Megjelenése
Testhossza 18–19 centiméter, testtömege 25–36 gramm.

## Életmódja
Ízeltlábúakkal táplálkozik.